# Herman Frasch
Herman Frasch [o Hermann Frasch] (Oberrot bei Gaildorf, Württemberg, 25 de desembre de 1851 – París, 1 de maig de 1914) fou un enginyer de mines i inventor conegut pel seus treballs amb el petroli i el sofre.

## Biografia
Frasch va néixer l'any 1851 a Oberrot bei Gaildorf on el seu pare era el burgmestre. Als 16 anys va deixar l'aprenentatge a Gaildorf i va sortir de Bremen cap a Nova York i després en tren fins a Filadèlfia. Després de la seva arribada als Estats Units, va entrar al laboratori de John Michael Maisch al Philadelphia College of Pharmacy on va treballar durant diversos anys perfeccionant el seu coneixement de la química farmacèutica. Era notable pel seu atreviment i originalitat en l'experimentació. El seu interès es va tornar gradualment cap a la química industrial, una branca de la ciència que començava a ser important.
Herman Frasch es va convertir en el cap de la Union Sulphur Company, que va dominar el mercat de sofre fins que les seves patents van caducar l'any 1911. Herman Frasch va ser considerat com el rei de sofre. Va ser guardonat amb la medalla Perkin el 1912.
Herman Frasch va morir a casa, a París l'1 de maig de 1914 i va ser enterrat a Gaildorf. El seu cos i el de la seva vídua, Elizabeth Blee Frasch, van ser portats als Estats Units i enterrats al cementiri de Sleepy Hollow, Nova York després de la mort d' Elizabeth a París el 1924.

## Treballs d'enginyeria

### Petroli
El 1874 va establir el seu propi laboratori. Va registrar la seva primera patent, que cobreix un procés per utilitzar deixalles d'estany, el 1874. La seva segona patent, de l'any 1876, feia referència a un procés de purificació de la cera de parafina. Totes dues van ser importants per a la indústria. La cera de parafina era un subproducte de rebuig a la refinació de petroli, però el seu invent va fer possible la utilització en la fabricació d'espelmes i per a altres fins industrials. També va desenvolupar el paper de parafina, que va tenir molts diferents usos com a material d'estanquitat dels productes alimentaris, productes de confiteria, etc., i va fer possible el transport segur i la preservació de moltes substàncies, si no peribles. Altres invents anteriors estaven relacionats amb la producció d'oli, la sal i el blanc de plom.
L'any 1885 va crear la Imperial Oil Company a Petrolia, Ontario. El petroli de Petrolia contenia més d'un 0,7% de sofre, que donava al petroli una forta olor pel que era pràcticament invendible. Després de diversos intents, va ser capaç de treure el sofre del petroli mitjançant la reacció del vapor de petroli amb una barreja d'òxids de ferro, plom i coure. Els sulfurs formats d'aquesta manera es torren a l'aire per eliminar el sofre, formant de nou els òxids que podien ser reutilitzats. El seu producte es va convertir en un seriós competidor del petroli de Pennsylvania.
El petroli produït per la Standard Oil de John D. Rockefeller a Lima, Ohio patia el mateix problema de l'alt contingut de sofre. Rockefeller va comprar la Empire Oil Company i va donar feina a Herman Frasch per resoldre aquest problema amb John Wesley Van Dyke. El procés Hermann va ser emprat per primera vegada a escala industrial el 1888. Recompensat en accions de la Standard Oil, Herman Frasch es va enriquir amb l'èxit del seu mètode.

### Sofre
Durant la recerca de petroli a Louisiana, prop de l'actual ciutat de Sulphur, es va trobar sofre sota una capa de 200 - 300 metres de sorres movedisses. Tots els intents per arribar al sofre amb pous miners convencionals van acabar en desastre. Herman Frasch va comprar els voltants, però l'àrea que contenia sofre no era a la seva propietat. El 20 d'octubre de 1890, es van registrar tres patents per al procés Frasch. A continuació va signar un contracte amb els propietaris del dipòsit de sofre.
Va aixecar una planta a la ubicació dels dipòsits de sofre, i, mitjançant la injecció d'aigua sobreescalfada a través d'una perforació de 1.000 peus, es va fondre el sofre. El sofre fos es va fer pujar a la superfície a través d'un corrent interior d'aire calent. Un cop solidificat ja era en disposició de ser carregat directament en vagons de tren. El resultat de la invenció va ser una reducció de la importació de sofre als Estats Units a menys d'una desena part de les antigues proporcions, i un augment corresponent en la producció interna. El primer sofre es va extreure en 1894. L'alt consum d'aigua i energia, així com la presència de sulfur d'hidrogen tòxic eren problemes que van haver de ser resolts.